# 1951 no jornalismo
Nesta página encontrará referências aos acontecimentos directamente relacionados com o jornalismo ocorridos durante o ano de 1951.

## Nascimentos
| Data           | Nome                      | Profissão                       | Nacionalidade | Observações | Ref |
| -------------- | ------------------------- | ------------------------------- | ------------- | ----------- | --- |
| 5 de março     | Fernando Vanucci          | jornalista e apresentador de Tv | Brasil        |             |     |
| 15 de setembro | Federico Jiménez Losantos | jornalista e escritor           | Espanha       |             |     |
| 29 de setembro | Washington Olivetto       | publicitário                    | Brasil        | m. 2024     |     |

## Mortes
| Data | Nome | Profissão | Nacionalidade | Observações | Ref |
| ---- | ---- | --------- | ------------- | ----------- | --- |